# Poecilocranaus gratiosus
Genre
Espèce
Poecilocranaus gratiosus, unique représentant du genre Poecilocranaus, est une espèce d'opilions laniatores de la famille des Manaosbiidae.

## Distribution
Cette espèce est endémique du Venezuela. Elle se rencontre dans les États de Zulia et d'Aragua.

## Description
La femelle holotype mesure 5 mm.

## Publication originale
- Roewer, 1943 : « Über Gonyleptiden. Weitere Weberknechte (Arachn., Opil.) XI. » Senckenbergiana, vol. 26, p. 12–68.